# جنبلاق (درة صيدي)
جنبلاق (بالفارسية: جنبلاق) هي مستوطنة تقع في إيران في قسم درة صیدي الريفي. يقدر عدد سكانها بـ 81 نسمة .